# Yungang (Fengtai)
Das Straßenviertel Yungang  (chinesisch 雲崗街道 / 云岗街道, Pinyin Yúngǎng Jiēdào) liegt im Südwesten des Pekinger Stadtbezirks Fengtai. Yungang besitzt eine Fläche von 7,253 km² und hatte Ende 2010 eine Bevölkerung von 32.711 Menschen.

## Geschichte
Das heutige Straßenviertel Yungang war ursprünglich eine dünn besiedelte Ebene westlich der Zhengang-Pagode und gehörte bis 1965 zur damaligen Volkskommune Chinesisch-Tschechoslowakische Freundschaft Changxindian.
Der Name leitet sich von dem Yungang- bzw. Wolkenhügel (云岗山) im Norden des Straßenviertels ab, heute ein Waldpark. Bei den sogenannten „Wolken“ handelt es sich um Nebel, der häufig vom etwa 10 km östlich vorbeifließenden Yongding He aufstieg, als dieser noch mehr Wasser als heute führte.
Seit Ende der 1950er Jahre ist Yungang ein Zentrum der chinesischen Rüstungsindustrie.

## Administrative Gliederung
Das Straßenviertel Yungang setzt sich aus neun  Einwohnergemeinschaften zusammen. Diese sind:
- Einwohnergemeinschaft Beili (北里社区);
- Einwohnergemeinschaft Beiqu (北区社区);
- Einwohnergemeinschaft Cuiyuan (翠园社区);
- Einwohnergemeinschaft Dahuichang (大灰厂社区);
- Einwohnergemeinschaft Nanqu 1 (南区第一社区), Regierungssitz des Straßenviertels;
- Einwohnergemeinschaft Nanqu 2 (南区第二社区);
- Einwohnergemeinschaft Tiancheng (田城社区);
- Einwohnergemeinschaft Yunxilu (云西路社区);
- Einwohnergemeinschaft Zhengang Nanli (镇岗南里社区).

## Raumfahrtstadt
Die sogenannte „Raumfahrtstadt“ (航天城) in der Einwohnergemeinschaft Beili geht zurück auf eine Kaserne im sowjetischen Stil, die 1957 in der Westlichen Yungang-Str. 17 errichtet wurde. Zwei Gebäude mit 工-förmigem Grundriss flankierten an der Ost- und Westseite einen Festsaal, dahinter und zu beiden Seiten ebenerdige Gebäude mit den Unterkünften für die Soldaten und Ausbilder. Das Wort „Raumfahrt“ ist hierbei irreführend. Der Komplex unterstand zwar ab Mai 1982 dem Ministerium für Raumfahrtindustrie (航天工业部) und wird heute von dessen Nachfolgeorganisationen China Aerospace Science and Technology Corporation (中国航天) und China Aerospace Science and Industry Corporation (航天科工) gemeinsam genutzt, aber Raumfahrt wird dort nur in sehr geringem Maße betrieben.
Nachdem der chinesische Vizepremier Nie Rongzhen und Michail Georgijewitsch Perwuchin, stellvertretender Vorsitzender des Ministerrats der UdSSR, am 15. Oktober 1957 in Moskau das „Übereinkommen zwischen der Chinesischen Regierung und der Regierung der Sowjetunion über die Herstellung neuartiger Waffen und militärischer Ausrüstung sowie den Aufbau einer umfassenden Atomindustrie in China“ unterzeichnet hatten, wurde am 9. Dezember 1957 auf Anweisung der Zentralen Militärkommission das Artillerie-Ausbildungskorps der Volksbefreiungsarmee (中国人民解放军炮兵教导大队) unter dem Kommando von Oberst Sun Shixing (孙式性) aufgestellt, aus der gesamten Armee ausgewählte, auf politische Zuverlässigkeit geprüfte Soldaten. Das Wort „Artillerie“ diente ebenfalls der Tarnung – die Einheit unterstand zwar dem Artilleriekommando der Zentralen Militärkommission (军委炮兵, also nicht dem Militärbezirk Peking), die Soldaten befassten sich jedoch nicht mit Kanonen, sondern zunächst mit Kurzstreckenraketen vom Typ R-2, dann auch mit Flugabwehrraketen vom Typ S-75, die von der Sowjetunion im Rahmen des Technologietransfer-Abkommens zur Verfügung gestellt wurden.
Die Ausbildung in Yungang erfolgte zum einen durch sowjetische Spezialisten und die Mitglieder eines Raketenbataillons der Sowjetarmee, das am Abend des 24. Dezember 1957 mit zwei Musterraketen vom Typ R-2 in der Kaserne eingetroffen war. Es wurden nicht nur die einfachen Soldaten in Betankung und Startvorbereitung geschult, sondern auch die zukünftigen Kompanie- und Bataillonskommandeure sowie vor allem auch technisches Personal. Die militärische Ausbildung übernahm auf chinesischer Seite Generalmajor Chen Ruiting (陈锐霆, 1906–2010), seit 1952 Generalstabschef beim Artilleriekommando der Zentralen Militärkommission.
Für den technischen Unterricht war Qian Xuesen zuständig, der Leiter des für die Entwicklung von ballistischen Raketen zuständigen 5. Forschungsinstituts des Verteidigungsministeriums. Qian Xuesen, ursprünglich Professor am California Institute of Technology, hatte bereits seit dem 1. März 1957 Unterricht in Raketenbau erteilt, zunächst in einem umgebauten Militärkrankenhaus in der Fucheng-Str. 8. Nun brachte er seine postgraduierten Studenten nach Yungang mit, darunter spätere Führungskräfte wie Qi Faren und Liang Sili. Insgesamt umfasste der erste Jahrgang des Ausbildungskorps 570 Männer und Frauen, davon 63,9 % Mitglieder der Kommunistischen Partei Chinas, 31,9 % Mitglieder des Kommunistischen Jugendverbands.
Im Mai 1958 zog die Zentrale Militärkommission aus der wegen der Lage der Kaserne auch als „Artillerie-Ausbildungskorps Changxindian“ (长辛店炮兵教导大队) bekannten Einheit 373 Mann heraus, stockte sie mit 60 regulären Artillerie-Soldaten und 100 Luftwaffensoldaten auf 533 Mann auf und bildete daraus innerhalb des Ausbildungskorps das „Boden-Boden-Raketen-Ausbildungsbataillon 1“ (地地导弹教练第一营). Dies war das erste Mal, dass bei einer – wenn auch geheimen – Einheit das Wort „Rakete“ verwendet wurde. Nach einem Jahr theoretischen Unterrichts und praktischen Übungen an den sowjetischen Musterraketen wurde das Ausbildungsbataillon im Juni 1959 zu einem regulären, einsatzbereiten Boden-Boden-Raketen-Bataillon (地地导弹营) hochgestuft.
In dem Technologietransfer-Abkommen von 1957 hatte die Sowjetunion an sich zugesagt, nicht nur Kurzstreckenraketen, sondern auch eine Mittelstreckenrakete vom Typ R-12 nach China zu bringen, damit die dortigen Wissenschaftler auf dieser Basis eine eigene atomwaffenfähige Trägerrakete entwickeln konnten. Nach einer seit dem Sommer 1958 schwelenden Krise zwischen Chruschtschow und Mao beschloss die Sowjetunion am 20. Juni 1959 jedoch, weder die versprochene Rakete noch die Konstruktionszeichnungen für den dazugehörigen Atomsprengkopf zu liefern.
Kurz darauf wurde das Raketenbataillon von Yungang nach Wuwei in der westlichen Provinz Gansu verlegt, wo es seine endgültige Kaserne bezog. Später wurde die Raketentruppe auf fünf Bataillone erweitert, die sogenannten „Alten Fünf Bataillone“ (老五营), die im weiteren Verlauf zu Regimentern hochgestuft wurden. Die Ausbildung der Raketensoldaten fand ab dem 1. September 1959 an der 1951 gegründeten Artillerieschule Xi’an (西安炮兵学校) statt, die per Beschluss des Zentralkomitees der Kommunistischen Partei Chinas und der Zentralen Militärkommission vom Juni 1959 in eine Raketenakademie umgewandelt worden war, aber aus Tarnungsgründen ihren alten Namen beibehielt. Seit dem 1. Januar 2016 trägt die Einrichtung den Namen „Technische Universität der Raketenstreitkräfte der Volksbefreiungsarmee“ (中国人民解放军火箭军工程大学).

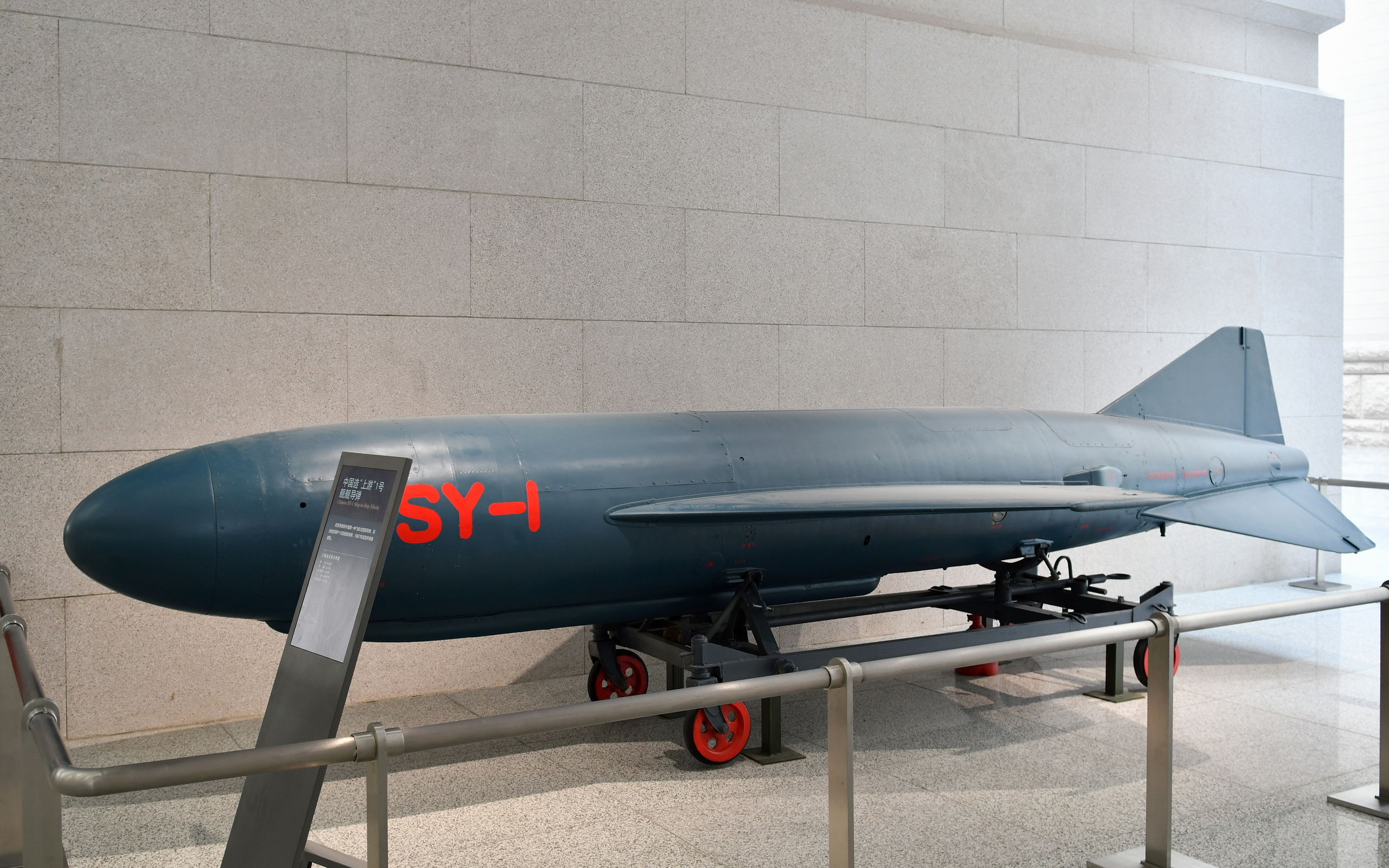
Shangyou 1

Während die Sowjetunion nach der Erkenntnis, dass Mao Zedong beabsichtigte, Kernwaffen nicht nur als Drohkulisse zu verwenden, sondern tatsächlich einzusetzen, ihre Unterstützung für die chinesischen Kernwaffenprojekte schrittweise zurückzog, funktionierte die Zusammenarbeit bei Seezielflugkörpern, die ebenfalls in dem Abkommen von 1957 vereinbart worden war, zunächst recht gut. Anfang 1958 beschloss das damals noch für Flugzeugbau (ab dem 11. Februar 1958 für Kernwaffen) zuständige Zweite Ministerium für Maschinenbauindustrie, in der Maschinenbaufabrik Hongdu (洪都机械厂, die heutige Hongdu Aviation Industry Group), sowjetische P-15-Seezielflugkörper nachbauen zu lassen; die technische Leitung beim Bau der flüssigkeitsgetriebenen Marschflugkörper sollte die 4. Entwicklungsabteilung des  1. Zweiginstituts des 5. Forschungsinstituts des Verteidigungsministeriums haben. Am 4. Februar 1959 – mittlerweile war das Erste Ministerium für Maschinenbauindustrie für das Projekt zuständig – schloss China einen Vertrag für die Lieferung von zwei Musterexemplaren, der von der Sowjetunion zunächst auch erfüllt wurde. Dann kam jedoch der 20. Juni 1959, und die dazugehörige Dokumentation wurde nicht mehr geliefert. Daraufhin beschloss das Erste Ministerium, mittels Reverse Engineering einen eigenen Seezielflugkörper zu entwickeln, zunächst nur „544“ genannt.
Am 26. April 1960 wurde unweit der alten Kaserne, in Beili 40, die weiterhin dem 1. Zweiginstitut unterstehende Hauptentwicklungsabteilung für Seezielflugkörper (海防导弹总体设计部) eingerichtet. Der Marschflugkörper erhielt später nach einer von Mao im Mai 1958 im Zusammenhang mit dem Großen Sprung nach vorn geprägten Parole den Namen „Shangyou 1“ (上游一号), also „Vorwärtsstreben 1“.
Für die Herstellung der Marschflugkörper wurde 1960 in der Nördlichen Dongwangzuo-Str. 9 eine eigene Fabrik gebaut, nach der damaligen Nomenklatur „Fabrik 159“ (159厂) genannt, also „1. Ministerium, 59. Fabrik“. Am 1. September 1961 wurden schließlich die Seezielflugkörper aus dem 1. Zweiginstitut ausgelagert und auf Anordnung des Staatsrats der Volksrepublik China sowie des Zentralkomitees der KPCh im 5. Forschungsinstitut des Verteidigungsministeriums das 3. Zweiginstitut mit Sitz in der Einwohnergemeinschaft Beiqu gegründet (das 2. Zweiginstitut  mit Sitz im Stadtbezirk Haidian war für Elektronik zuständig). Offiziell galt das 3. Zweiginstitut als „Einheit 0638 der Volksbefreiungsarmee“ (中国人民解放军〇六三八部队). Die Einrichtungen in der alten Kaserne wurden nun als 31. Forschungsinstitut in das 3. Zweiginstitut integriert. Nachdem das 5. Forschungsinstitut am 4. Januar 1965 auf Beschluss des Nationalen Volkskongresses aus dem Verteidigungsministerium herausgelöst und als „Siebtes Ministerium für Maschinenbauindustrie“ selbstständig geworden war, wurde in Beili 1 zusätzlich das 33. Forschungsinstitut gegründet. 1984 kam, ebenfalls in Beili 1, das 310. Forschungsinstitut hinzu, 1986 das 303. Forschungsinstitut und 1987 das 304. Forschungsinstitut. 2002 folgte das 306. Forschungsinstitut in Beili 40. Am 23. April 1965 beschloss das Büro für Sicherheits- und Verteidigungsindustrie beim Staatsrat (国务院国防工业办公室), auf der Basis der Shangyou-Marschflugkörper die Haiying 1 (海鹰一号), also „Seeadler 1“, zu entwickeln. Unter dem Handelsnamen „Silkworm“ sind die verbesserten Versionen dieser Marschflugkörper ein erfolgreiches Exportprodukt der heutigen Akademie für Flugkörpertechnologie.
Das Labor für Aerodynamik des 1. Zweiginstituts befand sich seit 1957 auf dem Gelände der Kaserne in der Westlichen Yungang-Str. 17 und ging im weiteren Verlauf an die Chinesische Akademie für Trägerraketentechnologie über. Im Jahr 2004 wurde die Einrichtung unter dem Namen „Chinesische Akademie für Raumfahrtaerodynamik“, auch bekannt als „Elfte Akademie“, als eigenständiger Unternehmensbereich der China Aerospace Science and Technology Corporation ausgegliedert. Heute befassft man sich dort primär mit der Entwicklung und Herstellung von Kampfdrohnen,
aber auch mit der Aerodynamik von ballistischen Raketen, Trägerraketen sowie der Wiedereintrittskapseln von Rückkehr-Satelliten, bemannten Raumschiffen und Tiefraumsonden.